# Cicerone
Cicerone és un antic terme per a anomenar un guia, un que condueix els visitants i turistes pels museus, galeries, etc., i explica els temes d'interès arqueològic, antiquari, històric o artístic. El mot se suposa pres de Marc Tuli Ciceró, com un tipus d'aprenentatge i eloqüència. L'Oxford English Dictionary troba exemples de la utilització en  anglès abans que en l'italià, la primera citació és a partir del Dialogue on Medals de Joseph Addison (obra publicada pòstumament el 1726). Sembla que la paraula es va aplicar a experts en antiquaris que mostraven i explicaven als estrangers les antiguitats i curiositats del país (la cita de 1762 al New English Dictionary).
"The Cicerones", una història curta de Robert Aickman (convertida en un curtmetratge el 2002), utilitza la idea de cicerones com a persones que condueixen visitants i turistes com a metàfora en un conte sobre un home que és guiat a la seva perdició per diversos personatges. en una catedral.
En el seu llibre de viatges William Lithgow (1632) va assenyalar la utilitat de les guies turístiques (cicerons) "Per ser breu, vaig veure la casa decaida del digne Ciceró, l'alt Capitoll, el Palau del cruel Neró, les estàtues de Marc Aureli, Alexandre i el seu cavall Bucèfal". (I.16).